# Brécé
Brécé (bret. Brec'heg) – miejscowość i gmina we Francji, w regionie Bretania, w departamencie Ille-et-Vilaine.
Według danych na rok 1990 gminę zamieszkiwało 1128 osób, a gęstość zaludnienia wynosiła 158 osób/km² (wśród 1269 gmin Bretanii Brécé plasuje się na 529. miejscu pod względem liczby ludności, natomiast pod względem powierzchni na miejscu 943.).